# Elmar Mammadyarov
Elmar Maharram oghlu Mammadyarov (en azerí: Elmar Məhərrəm oğlu Məmmədyarov, 2 de julio de 1960, Bakú) —  diplomático y estadista azerbaiyano, exministro de Asuntos Exteriores de la República de Azerbaiyán (hasta el 16 de julio de 2020).

## Biografía
Elmar Mammadyarov nació en Bakú en el año de 1960. Su padre, Maharram Mammadyarov es de aldea Yayci de Najichevan, participante de la Gran Guerra Patria, doctorado en química, miembro de Academia Nacional de Ciencias de Azerbaiyán. Su madre, Isida Ibrahimbayova es prima de escritores Maksud y Rustam Ibrahimbayov. Su hermano, Ayaz Mammadyarov es doctorado en medicina. 
En 1982 Elmar Mammadyarov graduó la facultad de las relaciones internacionales y derecho internacional de la Universidad Estatal de Kiev. Desde el año de 1982 hasta el año dee 1988 trabajó como segundo y primer secretario en el Ministerio de Asuntos Exteriores de la RSS de Azerbaiyán. En 1991 obtuvo un doctorado en historia en la Academia diplomática del Ministerio de Asuntos Exteriores de URSS. En los años 1989-1990 estudió las relaciones exteriores en la Universidad Brown.
En los años de 1991-1992 fue el Jefe de división de protocolo estatal en el Ministerio de Asuntos Exteriores de Azerbaiyán. Entre los años 1992-1995 fue primer secretario en la Misióm Permanente de Azerbaiyán en la ONU. En los años de 1995-1998 fue el Jefe de la Oficina de las organizaciones internacionales del Ministerio de Asuntos Exteriores de Azerbaiyán. Entre los años 1998-2003 fue asesor en la embajada de Azerbaiyán en los Estados Unidos. En 2003-2004 Elmar Mammadyarov fue el embajador de Azerbaiyán en Italia. 
El 2 de abril de 2004 fue nombrado el ministro de Asuntos Exteriores de Azerbaiyán.
Según la disposición del Presidente de la República de Azerbaiyán del 15 de septiembre de 2005 Elmar Mammadyarov es el presidente de la Comisión nacional de Azerbaiyán en los asuntos de UNESCO.
Elmar Mammadyarov ha sido sustituido de conformidad con el decreto firmado por el presidente de Azerbaiyán el 16 de julio de 2020.

## Órdenes, medallas
- Orden por Servicio Nacional del primer grado (Azerbaiyán, 9 de julio de 2019)[5]
- Orden al mérito del primer grado (Ucrania, 19 de agosto de 2006)
- Medalla de 25 años de independencia de la República de Kazajistán